# Polonia ai Giochi della XIX Olimpiade
La Polonia partecipò ai Giochi della XIX Olimpiade che si sono svolti a Città del Messico dal 12 al 27 ottobre 1968, con una delegazione di 177 atleti impegnati in 16 discipline per un totale di 112 competizioni. Portabandiera, così come a Tokyo 1964, fu Waldemar Baszanowski, campione olimpico uscente nel sollevamento pesi, alla sua terza Olimpiade.
Il bottino della squadra, sempre presente ai Giochi estivi a partire da Parigi 1924, fu di cinque medaglie d'oro, due d'argento e undici di bronzo. A livello individuale va segnalata la prestazione della ventiduenne Irena Kirszenstein che seppe migliorare il secondo posto di quattro anni prima vincendo il titolo sui 200 metri con il nuovo record del mondo.

## Medagliere

### Per discipline
| Sport             | Oro | Argento | Bronzo | Totale |
| ----------------- | --- | ------- | ------ | ------ |
| Pugilato          | 1   | 2       | 2      | 5      |
| Sollevamento pesi | 1   | 0       | 4      | 5      |
| Scherma           | 1   | 0       | 2      | 3      |
| Atletica leggera  | 1   | 0       | 1      | 2      |
| Tiro              | 1   | 0       | 0      | 1      |
| Ciclismo          | 0   | 0       | 1      | 1      |
| Pallavolo         | 0   | 0       | 1      | 1      |
| Totale            | 5   | 2       | 11     | 18     |

### Medaglie
| Medaglia | Atleta | Sport             | Evento                        |
| -------- | --- | ----------------- | ----------------------------- |
| Oro      | Irena Szewińska | Atletica leggera  | 200 metri piani femminili     |
| Oro      | Jerzy Kulej | Pugilato          | Pesi superleggeri             |
| Oro      | Jerzy Pawłowski | Scherma           | Sciabola individuale maschile |
| Oro      | Waldemar Baszanowski | Sollevamento pesi | Pesi leggeri                  |
| Oro      | Józef Zapędzki | Tiro              | Pistola 25 metri              |
| Argento  | Artur Olech | Pugilato          | Pesi mosca                    |
| Argento  | Józef Grudzień | Pugilato          | Pesi leggeri                  |
| Bronzo   | Irena Szewińska | Atletica leggera  | 100 metri piani femminili     |
| Bronzo   | Janusz Kierzkowski | Ciclismo          | Chilometro a cronometro       |
| Bronzo   | Elżbieta Porzec Zofia Szczęśniewska Wanda Wiecha Barbara Hermela-Niemczyk Krystyna Ostromęcka Krystyna Krupa Jadwiga Książek Józefa Ledwig Krystyna Jakubowska Lidia Chmielnicka Krystyna Czajkowska Halina Aszkiełowicz | Pallavolo         | Femminile                     |
| Bronzo   | Hubert Skrzypczak | Pugilato          | Pesi mosca leggeri            |
| Bronzo   | Stanisław Dragan | Pugilato          | Pesi mediomassimi             |
| Bronzo   | Egon Franke Adam Lisewski Ryszard Parulski Zbigniew Skrudlik Witold Woyda | Scherma           | Fioretto a squadre maschile   |
| Bronzo   | Bohdan Andrzejewski Michał Butkiewicz Bogdan Gonsior Henryk Nielaba Kazimierz Barburski | Scherma           | Spada a squadre maschile      |
| Bronzo   | Henryk Trębicki | Sollevamento pesi | Pesi gallo                    |
| Bronzo   | Marian Zieliński | Sollevamento pesi | Pesi leggeri                  |
| Bronzo   | Norbert Ozimek | Sollevamento pesi | Pesi massimi-leggeri          |
| Bronzo   | Marek Gołąb | Sollevamento pesi | Pesi mediomassimi             |

## Risultati

### Pallacanestro
| Atleta | Classifica |
| --- | ---------- |
| V · D · M Nazionale polacca - Pallacanestro ai Giochi della XIX Olimpiade 4 Korcz · 5 Trams · 6 Malec · 7 Cegielski · 8 Kasprzak · 9 Jurkiewicz · 10 Niemiec · 11 Likszo · 12 Łopatka · 13 Frelkiewicz · 14 Kwiatkowski · 15 Pasiorowski · All. Witold Zagórski | 6°         |
| Nazionale polacca - Pallacanestro ai Giochi della XIX Olimpiade |            |
| 4 Korcz · 5 Trams · 6 Malec · 7 Cegielski · 8 Kasprzak · 9 Jurkiewicz · 10 Niemiec · 11 Likszo · 12 Łopatka · 13 Frelkiewicz · 14 Kwiatkowski · 15 Pasiorowski · All. Witold Zagórski                                                                           |            |